# 裴應章
裴應章（1537年—1609年），字元闇，号懒雲、又号淡泉、澹泉，福建汀州府清流縣人，民籍，明朝政治人物。

## 生平
隆慶元年（1567年）丁卯科福建鄉試第五十六名舉人。隆慶二年（1568年）中式戊辰科會試第一百四十四名，三甲第二百五十一名進士。授行人司行人，出使德晉二藩。六年十月选授吏科给事中，万历元年（1573年）十一月升户科右，二年八月升吏科左，三年七月升兵科都，六年二月升太仆寺少卿，十二年改太常寺少卿，十三年闰九月升太仆寺卿，十四年正月升太常寺卿，十五年十一月升都察院右副都御史、抚治郧阳，十七年十月推升户部右侍郎，十八年九月进左侍郎，十九年闰三月以病准回籍调理。
二十一年四月起復原职，同年丁忧归。二十四年正月起为吏部右侍郎，二十六年五月升本部左侍郎，二十八年十一月升南京工部尚書，三十一年以病累疏乞休。三十三年十二月起南京吏部尚書，三十七年正月乞致仕，九月卒，年七十三，赠太子少保，予祭葬，谥恭靖。

## 家族
曾祖裴永盛；祖父裴榮寬；父裴鎰，號西楼，累贈资政大夫南京工部尚書；母劉氏，贈夫人。具庆下。弟應珊、應徵、應試。嗣子汝寵、子汝申、汝甲、汝丁。